# چونگ جائه-هون
چونگ جائه-هون (انگلیسی: Chung Jae-hun؛ زادهٔ ۱ ژوئن ۱۹۷۴) کماندار اهل کره جنوبی بود.
از افتخارات وی میتوان به کسب مدال نقره در بازی‌های المپیک تابستانی ۱۹۹۲ اشاره کرد.